# Conothele doleschalli
Conothele doleschalli är en spindelart som beskrevs av Tord Tamerlan Teodor Thorell 1881. Conothele doleschalli ingår i släktet Conothele och familjen Ctenizidae.
Artens utbredningsområde är Queensland. Inga underarter finns listade i Catalogue of Life.